# توشیهیکو کوگا
توشیهیکو کوگا (انگلیسی: Toshihiko Koga؛ (زادهٔ ۲۱ نوامبر ۱۹۶۷ – درگذشتهٔ ۲۴ مارس ۲۰۲۱) جودوکار اهل ژاپن بود.
وی در مسابقات کشوری و بین‌المللی در مجموع برندهٔ ۴ مدال طلا، ۱ مدال نقره، ۲ مدال برنز شد.
کوگا در  ۲۴ مارس ۲۰۲۱ پس از سال‌ها ابتلا به بیماری سرطان درگذشت.